# Jacqueline Todten
Jacqueline Todten   (Berlín, 29 de maig de 1954) és una atleta alemanya, coneguda de casada com a Jacqueline Hein, especialista en el llançament de javelina, que va competir sota bandera de la República Democràtica Alemanya durant la dècada de 1970.
El 1972 va prendre part en els Jocs Olímpics d'Estiu de Múnic, on va guanyar la medalla de plata en la competició del llançament de javelina del programa d'atletisme, rere la seva compatriota Ruth Fuchs. Quatre anys més tard, als Jocs de Mont-real, fou quarta en la mateixa prova.
En el seu palmarès també destaca una medalla de plata al Campionat d'Europa d'atletisme de 1974. A nivell nacional va ser campiona d'Alemanya de l'Est el 1974.

## Millors marques
- Llançament de javelina. 64,34 metres (1974)[3]